# كينغا أشروك
كينغا أشروك (بالبولندية: Kinga Achruk) مواليد 9 يناير 1989 في بولندا، هي لاعبة كرة يد بولندية تلعب كوسط مدافع. مثلت منتخب بولندا لكرة اليد للسيدات.

## سجل المنافسة
شاركت في البطولات التالية:
- بطولة العالم لكرة اليد للسيدات 2013
- بطولة العالم لكرة اليد للسيدات 2015
- بطولة أوروبا لكرة اليد للسيدات 2014

## الإنجازات
- دوري أبطال أوروبا لكرة اليد للسيدات:
  - الفوز: 2015
  - النهائي: 2014

## روابط خارجية
- كينغا أشروك على موقع الاتحاد الأوروبي لكرة اليد (الإنجليزية)